# Володимирівка (Куп'янський район)
Володи́мирівка — село в Україні, у Шевченківській селищній громаді Куп’янського району Харківської області. Населення становить 68 осіб. До 2020 орган місцевого самоврядування — Нижньобурлуцька сільська рада.

## Географія
Село Володимирівка знаходиться на відстані 2 км від річки Великий Бурлук (лівий берег), на протилежному березі — село Нижній Бурлук. У селі бере початок Балка Калугіна. На відстані 2 км знаходяться села Смолівка і Шевченкове.

## Історія
1920 — дата заснування.
12 червня 2020 року, відповідно до Розпорядження Кабінету Міністрів України № 725-р «Про визначення адміністративних центрів та затвердження територій територіальних громад Харківської області», увійшло до складу Шевченківської селищної територіальної громади.
19 липня 2020 року, в результаті адміністративно-територіальної реформи та ліквідації Шевченківського району, село увійшло до складу новоутвореного Куп'янського району Харківської області.